# Szessómaru
Szessómaru (殺生丸; Hepburn: Sesshōmaru) kitalált szereplő Takahasi Rumiko InuYasha című manga- és animesorozatában.
Sessomaru apja a nagy Inu no Taisho (kutya-vezér) volt. Anyját nem nevezik meg, csak a mangában, de szintén tisztavérű kutya-szellem. InuYasha féltestvére. Féltestvéréhez hasonlóan ő is szag alapján tájékozódik. Érzékei még nála is élesebbek.

## A szereplő ismertetése

### Kapcsolatai és személyisége
Sessomarut az angol fordításban Lordnak nevezik, és ez a megszólítás pontosan illik rá. Mérhetetlenül gőgös, és sokat ad a származásra. Teljességgel lenézi az embereket és a félszellemeket, így öccsét is. Ráadásul a démonokon belül is megkülönböztet alacsony és magas rendű lényeket. Méltóságteljes, mozdulatai nyugodtak még harc közben is. Arcizma sem rándul még akkor sem, amikor fájdalom kínozza. Nagyon intelligens, fölösleges csatákba nem bocsátkozik. Rendkívüli ereje van, amely dacol bármilyen erős erőtérrel (barrier). Nem befolyásolható a Shikon darabokkal, a tehetetlen Kagura hiábavalóan kéri a segítségét, hogy szabadítsa ki Naraku markából.
Kegyetlen, hidegvérrel öl, és már a jelenléte is félelmetes. Hűséges talpnyalójához, Jakenhez is rendkívül hideg, semmilyen érzelmet nem mutat ki feléje sem, bár több ízben megmenti az életét, sőt egyszer fel is támasztja. Többször figyelmezteti, hogy álljon el az útjából, ám ilyenkor rendszerint támadások ellen védi meg.
Noha időről időre halljuk a gondolatait, senkit nem avat a bizalmába, és soha nem tudni előre, mi lesz a következő lépése. Miután meghiúsul egy kísérlete, hogy Narakut, a fő ellenséget megölje, még inkább némaságba burkolózik. Szokása, hogy a kérdéseket válasz nélkül hagyja, és hogy hátat fordít annak, akit nem tart érdemesnek a társaságára.
Sessomaru figurája InuYasha ellenpontja. Láthatóan az apa szándékosan hagyta fiaira a Tetsaigat és a Tenseigát, hogy egyik se kerekedhessen a másik fölé. Sessomaru eleinte a kardot, Tetsaigat keresi, amelyet apja agyarából kovácsolt Tótószai, amelyet apja rejtett el. Meggyőződése, hogy ez jogos öröksége, bár apja rá a Tenseigát hagyta. Ezzel a karddal nem ölhet, de megmenthet vele akár száz életet is egy kardcsapással. A kardnak az alvilágban is hatalma van, így Sessomaru szabadon beléphet oda és elhagyhatja, ezzel akaratlanul is kisegítve Inuyashát és csapatát szorult helyzetéből. Viszont csak akkor vonhatja ki, ha őszinte szánalom ébred benne vagy ha a kard szólítja őt. Sessomaru eleinte nem képes használni, ezért teljes szívéből megveti. Ennek ellenére a kard megvédi az életét, amikor Inuyasha végzetes csapást mér rá a Tetsaigaval. Az élete ugyan megmarad, de a bal karját elveszti Sessomaru, így a gyűlölete Inuyasha iránt tovább növekszik.
Rin, egy bátor emberkislány ekkor lép be az életébe, aki a gyengélkedő démonról próbál gondoskodni. Sessomaru őt is, mint mindenkit elutasít, de amikor Rin meghal, mégis megszánja, és életében először mégis hasznát veszi az öröklött kardnak. Ezzel képes volt megsemmisíteni az alvilág szellemeit, ezzel feltámasztva a kislányt. Rin rendkívül bátor, és teljességgel bízik a démonban, apjaként tiszteli. Sessomaru innentől kezdve nem öl szükségtelenül a jelenlétében és a távolból védelmezi. Későbbiekben Sessomarunak még egyszer meg kell mentenie a kislányt, de ehhez már a Holtak Birodalmába kell mennie. Ott amikor már kilátástalannak bizonyul a helyzet kijelenti, hogy az élete semmit sem ér Rin nélkül. Naraku a történet folyamán sokszor zsarolja Sessomarut a lánnyal de a démon makacsul tagadja végig, hogy bármi érzelmi szál kötné hozzá (ettől függetlenül mindig megmenti). Rin visszautasítja annak a lehetőségét, hogy otthagyja a démont és normális életet éljen, de a történet végén Kaede anyó javaslatára, közös megegyezés alapján Sessomaruval megbeszélik, hogy a lány éljen egy pár évet az emberek között az öreg papnővel és ha eljön az ideje a választásnak eldöntheti, hogy visszamegy-e a démonnagyúrhoz.
Sessomaru első számú célpontja Naraku lesz, miután kovácsoltat magának egy kardot annak a szellemnek a fogaiból, aki kettéharapta a Tessaigát (Goshinki- Naraku reinkarnációja. InuYasha itt változik a sorozat alatt először szellemmé, és így végez vele). Mivel Tótószai nem hajlandó arra, hogy kovácsoljon neki kardot, egykori tanítványát, Kaijimbot, annak eltévelyedett tanítványát bízza meg. Így készül el a Tokijin, amelynek démoni erejét csak a hatalmas erejű Sessomaru képes birtokba venni.
Sessomaru a maga útját járja, ezért gyakran előfordul, hogy amikor Inuyasha vagy Kagome bajba kerül és már majdnem teljesen legyőzik, akaratlanul Sessomaru jön a megmentésére. Amikor Sessomaru kerül hasonló helyzetbe, akkor pedig fordítva történik. Viszont amikor InuYasha olyan erőre tesz szert, amelyet nem lehet legyőzni, olyankor is ő az, aki megállítja. Az egyensúly kettejük között végig törékeny.

### Képességei és készségei
Egyik fegyvere a saját mérgező karma, ezért nem hat rá a legerősebb méreg sem. Bámulatra méltó ereje van, amely képes dacolni Narakuval is. Embereknek nincs vele szemben esélye, bármilyen spirituális erővel rendelkező egyént le tud győzi anélkül, hogy akár csak kivonná a kardját. Másik fegyvere az ostora, amellyel nagy távolságból gyűri le azokat, akik az útjába mernek állni. Egy ízben megmentett emiatt egy egész kastélyt, aminek a hercegnője belészeretett.
Neve jelentése: Gyilkoló kör (A Szessó jelenti a gyilkolást, ölést, a maru, általános férfi nevek végén, jelenti a kört), de egyes fordítások szerint Az élet körének megszakítója. Angol nyelvben előszeretettel fordítják Arisztokrata Gyilkosnak is.